# Wacław Jurczak
Wacław Jurczak ps. „Ciuwa”, „Ziutczyn” (ur. 21 marca 1898 w Bałutach, zm. 21 marca 1943 w Warszawie) – działacz robotniczy związany z PPS, pułkownik Wojska Polskiego, odznaczony Orderem Krzyża Grunwaldu II klasy.

## Życiorys
Jurczak ukończył 4 klasową szkołę powszechną oraz 4 klasy rosyjskiego gimnazjum. Podczas I wojny światowej jego rodzina zamieszkała w Grabowie. W listopadzie 1918 Jurczak uczestniczył w rozbrajaniu Niemców w Grabowie, a następnie wstąpił do Wojska Polskiego stacjonującego w Skierniewicach, szybko awansując do stopnia sierżanta – szefa kompanii. W 1920 walczył na froncie wschodnim. W 1924 został tramwajarzem w Tramwajach Podmiejskich w Łodzi. Ze względu na świętowanie 1 Maja, w maju 1925 został zwolniony z pracy. Następnie pracował jako urzędnik pocztowy, z pracy tej został zwolniony z tych samych powodów. W późniejszym okresie pracował jako ślusarz w Pabianicach.
W 1928 wstąpił do PPS, w ramach której działał w dzielnicy Bałuty, był kolejno członkiem, przewodniczącym komitetu dzielnicowego, a następnie komendantem milicji partyjnej. Od 1930 pracował w Urzędzie Miasta Łodzi, najpierw w wydziale drogowym, następnie w komunikacyjnym. Po objęciu urzędu przez Wacława Wojewódzkiego został zwolniony za wystąpienie wraz z Wincentym Stawińskim na wiecu pracowników miejskich w sali Teatru Popularnego. W 1934 został zastępcą członka Okręgowego Komitetu Robotniczego PPS w Łodzi. Od 1935 pracował w Zarządzie Głównym Klasowego Związku Włókniarzy. Sekretarz główny Adam Walczak powierzył mu zorganizowanie pończoszniczo-dzianego oddziału związku, którego następnie został sekretarzem.
Podczas II wojny światowej działał w konspiracyjnej PPS w Okręgowym Komitecie PPS w Łodzi. Dowodził wydziałem wojskowym organizacji. Jego wydział był zaangażowany w akcję gromadzenia broni i materiałów wybuchowych oraz przygotowywania grup bojowych do walki z okupantem. Znalezioną w okolicach miasta broń ukrywano na cmentarzu ewangelickim w Łodzi przy ul. Łąkowej oraz w rejonie sanatorium w Tuszynku. W 1941 został członkiem Polskich Socjalistów, a od 1942 działał w ramach Formacji Bojowo-Milicyjnych Polskich Socjalistów.
Po rozbiciu OKR PPS i aresztowaniu jej działaczy przez Gestapo, Jurczak wyjechał do Głowna, gdzie na polecenie 1 Komendy Głównej Polskich Socjalistów organizował grupy dywersyjne, które przeprowadziły kilka udanych akcji na mleczarnie oraz na linie kolejowe w okolicach Sochaczewa i Skierniewic. Próbował także wejść we współpracę z jednym z dowódców Armii Krajowej – Alfredem Krausfortem ps. „Zawadzki.” Do porozumienia nie doszło ze względu na różnice polityczne, a Krausfort i Aleksander Nikonorow zadenuncjowali Jurczaka Gestapo. Został aresztowany w lutym 1943 podczas odbioru dowodu osobistego w Domaniewicach.
Po śledztwach i torturach Jurczak próbował popełnić samobójstwo połykając połamaną na kilka części łyżkę. Został przewieziony przez Gestapo do Warszawy i umieszczony w szpitalu więziennym przy ul. Daniłowiczowskiej, gdzie zmarł 21 marca 1943.

### Życie prywatne
Był synem Antoniego i Wiktorii Jurczaków – robotników w fabryce Izraela Poznańskiego. Został początkowo pochowany na cmentarzu Powązkowskim w Warszawie. W kwietniu 1946 został ekshumowany, a jego ciało uroczyście pochowano na Starym Cmentarzu w Łodzi.

## Upamiętnienie
Jego imieniem nazwano jeden z zakładów przemysłowych w Łodzi, powstałe w 1947 Zakłady Przemysłu Pończoszniczego Nr 1, przemianowane w 1948 Zakłady Przemysłu Pończoszniczego im. płk. Władysława Jurczaka (późn. Zakłady Przemysłu Dziewiarskiego „Iwona”), wybudowane w oparciu o zakłady przemysłowe rodziny Jarocińskich.

## Odznaczenia
- Order Krzyża Grunwaldu II klasy (pośmiertnie)[1].